# Kara Issik Kagan
Kara Issik Kagan (türkisch İssik Kağan; auch bekannt als Kara Aşina, 阿史那科罗, Ashina Keluo; † 553) war der östliche Herrscher des Ersten Türk-Kaganats der Göktürken im spätantiken Zentralasien. Er regierte das Reich zwischen 552 und 553. In den chinesischen Quellen ist er als 乙息記可汗 (Yǐxījì kěhàn) bekannt.

## Geschichte
Nach Bumıns Tod trat sein Sohn die Nachfolge an. Während seiner kurzen Herrschaft besiegte er den Herrscher der Rouran, Yujiulü Dengzhu. Es wird berichtet, dass er im Mai 553 einen Tribut von 50.000 Pferden an die Westliche Wei-Dynastie schickte. Er starb im selben Jahr. Als sein Nachfolger trat sein Bruder Muhan Kagan an.

## Name
Sein Name ist auf mittelchinesisch als *kʰuâ-lâ rekonstruierbar,  was ins alttürkische Qara/Kara übersetzt wird.